# Grene Kirke
Grene Kirke ligger ca. 2 km vest for Billund. Den er den ene af Grene Sogns kirker. Den er den ældste og mindste af de to kirker.
Grene Kirke er en nybygning af den gamle Grene Kirke fra 1100-tallet. Resterne, soklen, ligger tæt ved den "nye" kirke bygget i 1891-92.

## Inventar
Kirkens kirkeskib er en 100 cm lang model af den tremastede skonnert "Saga". Den blev bygget i Marstal i 1893 af skibsbygmester Gorm Clausen, der også byggede Saga, og blev købt og givet til kirken af gårdejer Jens Petersen i Plovslund og ophængt den 6. juli 1937.

## Eksterne kilder og henvisninger
- Grene Kirke hos KortTilKirken.dk
- Grene Kirke i bogværket Danmarks Kirker (udg. af Nationalmuseet)

- Wikimedia Commons har flere filer relateret til Grene Kirke